# Nyssodesmus luteolus
Nyssodesmus luteolus är en mångfotingart som beskrevs av Loomis 1974. Nyssodesmus luteolus ingår i släktet Nyssodesmus och familjen Platyrhacidae. Inga underarter finns listade i Catalogue of Life.